# Sophie Moone
Sophie Moone, nata Renáta Somossy (Budapest, 24 dicembre 1981), è un'ex attrice pornografica ungherese, specializzata nel genere porno-chic.

## Biografia
Aveva iniziato una carriera come indossatrice di moda, ma è presto transitata ai lavori per adulti, divenendo uno dei volti più noti del genere in Europa.
Ha lavorato con attrici come Zsanett Égerházi, Anetta Keys, Eve Angel e Sandra Shine.
È specializzata in scene lesbiche.

## Filmografia
- Real Sex Magazine 30 (2000)
- No Man's Land European Edition 3 (2001)
- High Octane 8 (2002)
- No Man's Land European Edition 6 (2002)
- Pickup Lines 73 (2002)
- Precious Pink 2 (2002)
- Precious Pink 4 (2002)
- Girl + Girl 3 (2003)
- Legal Skin 9 (2003)
- Men Only's Room Service (2003)
- Pleasures of the Flesh 1 (2003)
- Private Reality 14: Girls of Desire (2003)
- Video Adventures of Peeping Tom 37 (2003)
- Girls on Girls 2 (2004)
- Les Babez 1 (2004)
- Our Movie (2004)
- Pickup Lines 82 (2004)
- Reality Porn Series 2 (2004)
- Return of Sandy (2004)
- Sandy's Girls 1 (2004)
- Sticky Fingers 1 (2004)
- Adorable Girls 2 (2005)
- Climax Collection (2005)
- Exxxtraordinary Euro Babes 4 (2005)
- Exxxtraordinary Euro Babes 5 (2005)
- Fem Dolce (2005)
- Les Babez 2 (2005)
- Les Babez 3 (2005)
- Les Babez 4 (2005)
- Lesglam 1 (2005)
- Lez-Mania 1 (2005)
- My Dear Sophie Moone (2005)
- Pink Velvet 3 (2005)
- Sandy's Club 2 (2005)
- Six Days With Vera 1 (2005)
- Sole Collector (2005)
- Sophie's Wet Dreams (2005)
- Viv's Dream Team Girls (2005)
- XXX Teens 1 (2005)
- Adorable Girls 4 (2006)
- Butterfly (2006)
- Footsie Babes 1 (2006)
- Fuck V.I.P. Cockaine (2006)
- Girl on Girl 2 (2006)
- Girls on Girls 9 (2006)
- Lesbian Fever 1 (2006)
- Lesbian Fever 2 (2006)
- Lesbian Fever 4 (2006)
- Lesbian Fever 5 (2006)
- Lesglam 2 (2006)
- Lesglam 3 (2006)
- Lesglam 4 (2006)
- Pornochic 11: Sophie (2006)
- Russian Institute: Lesson 6 (2006)
- Sandy Agent Provocateur (2006)
- Sex Secrets (2006)
- Supreme Hardcore 1 (2006)
- Supreme Hardcore 3 (2006)
- ATK Galleria 1: Girls Next Door (2007)
- Clit Club (2007)
- Cockaine (2007)
- Girl Bang (2007)
- Girl on Girl 1 (2007)
- Girls Love Girls 3 (2007)
- Give Me Pink 1 (2007)
- Lesbian Fever 6 (2007)
- Sandy's Club 3 (2007)
- Secrets (II) (2007)
- Sophiesticated (2007)
- Sticky Fingers 2 (2007)
- Sweeter (2007)
- Xmas Event (2007)
- Downward Spiral (2008)
- Home Alone 1 (2008)
- Home Alone 2 (2008)
- In Command (2008)
- Pink on Pink 3 (2008)
- Sex with Eve Angel (2008)
- Spunk Fiction (2008)
- Be My First 2 (2009)
- Intimate Contact 3 (2009)
- Lesbian Liaisons 3 (2009)
- Lesbian Lip Service 3 (2009)
- Sensual Seductions 3 (2009)
- Sex with Jo (2009)
- Sex with Sandra Shine (2009)
- Strap Ons (2009)
- Wet Lips 2 (2009)
- Bizarre Playground 1 (2010)
- Blonde on Brunette (2010)
- Budapest 1 (2010)
- Budapest 2 (2010)
- Cindy In Heat (2010)
- Lesbian Temptations (2010)
- Make Me Cum Please 3 (2010)
- Maximum Fitness (2010)
- Private Gold 111: An XXXMas Sextravaganza (2010)
- Wet Lips 3 (2010)
- Beyond Passion (2011)
- Blondes Behaving Badly (2011)
- Budapest 3 (2011)
- Budapest 4 (2011)
- Budapest 5 (2011)
- Budapest 7 (2011)
- Budapest 8 (2011)
- Fist Training 4 (2011)
- Good Enough to Eat (2011)
- Hold Me Close (2011)
- I Eat Pussy (2011)
- I Kissed a Girl (II) (2011)
- Lick Land 4 (2011)
- Naughty and Naked (2011)
- NFC: Nude Fight Club 5 (2011)
- Orgy: The XXX Championship (2011)
- Perfect Angels (2011)
- Pink on Pink 4 (2011)
- Seduction (2011)
- She Made Me Cum (2011)
- Skin to Skin 1 (2011)
- Taste of Brandy (2011)
- Beautiful Lesbians (2012)
- Budapest 10 (2012)
- Lesbian Playmates 1 (2012)
- Lick Land 6 (2012)
- Lot of Pussy (2012)
- Pink on Pink 6 (2012)
- Pure Lesbian Passion (2012)
- Skin To Skin 2 (2012)
- Smooth and Silky 1 (2012)
- Smooth and Silky 2 (2012)
- Three's A Charm (2012)
- Wet Between Her Legs (2012)
- Diva (2013)
- Lipstick Romance 1 (2013)
- Pure Sensuality (2013)
- Sapphic Sensation 1 (2013)
- Smooth and Silky 4 (2013)
- Wet Moments (2013)